# Pelusa Vera
Pelusa Vera, cuyo nombre de nacimiento es María de los Ángeles Vera Montecoral (19 de agosto de 1940, Montevideo), es una actriz uruguaya, considerada «una de las figuras de mayor relieve del teatro y la televisión de Uruguay». Comenzó su carrera como modelo, pero luego pasó al teatro y de allí a la televisión. También incursionó en la radio. Fue parte del elenco de programas de humor tanto uruguayos como argentinos, como Alta Comedia, Teatro como en el teatro, Decalegrón, Jaujarana, Híperhumor o Zapping, entre otros.
Ha recibido varios premios y actuado en varios países de América y Europa. En 2010 recibió una pensión graciable «en virtud de los servicios prestados a la cultura nacional».

## Trayectoria
Su padre, Dionisio Alejandro Vera, fue periodista del diario El País, redactor de una crónica llamada Filosofía de los lagartos. Cuando tenía aproximadamente 15 años comenzó en Club de Teatro con Antonio Larreta y a modelar. Actuó en el Teatro del Centro y en el Teatro Universitario, representando obras de Peter Shaffer y Charles Dyer, entre otros. Fue una de las primeras en hacer televisión en Uruguay, trabajando para los tres canales privados (4, 10 y 12) en programas, comerciales y desfiles entre 1957 y 1964.
Debutó en radio en el ciclo «Radioteatro de las Estrellas», en los radioteatros de la fonoplatea de la Radio Nacional en el Palacio Salvo. En 1962 debuta en Telecataplúm, programa de humor uruguayo que fuera emitido también en Argentina.
En 1964 viajó a Europa como corresponsal para el diario El País desde Alemania, a la par que seguía trabajando como modelo para revistas internacionales como Für Sie y agencias de publicidad. Posteriormente viajó a Francia aún como corresponsal de El País mientras realizaba diversos trabajos. Ingresó a la Universidad del Teatro de las Naciones, haciendo giras para la universidad junto con el director español Víctor García, con quien fundaron El Retablo, primer teatro de habla hispana en París. La primera obra representada en el ex Teatro Gran Guiñol fue «Historias para ser contadas» de Osvaldo Dragún. También reinauguran el Cabaret "La Fontaine de quatre saisons", representando La Rosa de papel de Ramón del Valle Inclán. 
En 1966 regresó a Sudamérica, trabajando en teatro y televisión en Montevideo y Buenos Aires y desde entonces y hasta 1992 fue parte estable del reparto de los programas que le siguieron a Telecataplúm en ambas ciudades como Decalegrón (1977), Jaujarana, Teatro como en el Teatro, Alta comedia, Híperhumor, Zapping y Shopping Center. En la década de 1980 condujo dos programa de radio: «La Revista de Pelusa» en Radio Maldonado y «Veraneando en Punta», emitido para varias ciudades de Uruguay, Argentina y Brasil por Radio Sarandí. También condujo su primer programa de televisión, «Pelusa TV los sábados», transmitido por Canal 9 de Punta del Este. Repetiría entre 1993 y 1995 con un programa del que además sería productora, «Todo bien», que sería transmitido por cable y TV abierta a todo el país por 25 canales, además de Argentina y Brasil.
En 1993 representó el unipersonal «Cosas mías», una obra de café concert que llevó por el interior del país, Buenos Aires y Caracas, siendo además elegido para representar a Uruguay en el XX Internacional de Teatro de Oriente, desarrollado en Venezuela en 1994, año en que también interpretó Nosotras que nos queremos tanto en el Teatro del Centro«Cosas mías» se mantendría en cartel hasta 2004.
Fue jurado del concurso oficial del Carnaval organizado por DAECPU en el rubro Comicidad y alegría de conjunto. En septiembre de 2009 se solicitó al Poder Ejecutivo la autorización para concederle una pensión graciable «en virtud de los servicios prestados a la cultura nacional», la que le fue concedida en agosto de 2010, luego de ser rechazada en octubre de 2009 por un informe de la Comisión Permanente para el tratamiento de las Pensiones Graciables.
En 2011 participó de un video producido por integrantes del Movimiento por un Uruguay Sustentable y la Comisión de Vecinos y Amigos de Punta del Diablo, para advertir sobre los riesgos de la minería a cielo abierto. Junto a ella aparecieron otras personalidades uruguayas como Osvaldo Laport, Pitufo Lombardo, Miguel Nogueira, Cristina Morán, Eunice Castro, Silvia Kliche y Dani Umpi, entre otros.

## Filmografía
- 1985, Sin querer, queriendo
- 2020, Alelí

## Premios
En la década de 1970 ganó un concurso de poesía de la Asociación Argentina de Actores junto a otros actores y como resultado en 1973 se publicaron 10 de sus poemas en el libro «Los actores poetas». 
En 1990 y 1994 fue galardonada con el premio Tabaré a la mejor actriz humorística.